# Pedro Boese
Pour les articles homonymes, voir Boese.
Pedro Boese, né en 1972 à Beira au Mozambique, est un peintre allemand-portugais. Sa peinture s’apparente aux courants de l’abstraction géométrique.
Pedro Boese vit et travaille à Berlin.

## Biographie
De 1993 à 1997, Pedro Boese étudie la peinture et le graphisme à l'Académie des beaux-arts de Maastricht (Pays-Bas). Il étudie ensuite, de 1998 à 2001, à l’université des arts de Berlin, à l’Institut « l'Art dans son contexte ». Il fera un stage de deux ans dans l’atelier de Lothar Baumgarten.
Le cercle et le rectangle occupent une place et une signification particulières dans son œuvre. Sans cesse, l’artiste examine les possibilités qu’offrent ces formes, centrales pour lui dans son travail. Alors que ses premières peintures naissaient exclusivement de la superposition de cercles appliqués en glacis successifs sur l’image, se formant sur la toile ; la construction du tableau suit à partir de 2006 environ, un système basé sur une sorte de grille ou de trame. Ce geste « Gestus » réalisé de façon toujours plus stricte jusqu’ici, est abandonné dans les travaux récents en faveur d’un travail subtil de fondu et d’effacement partiel de la forme.

## Œuvres dans les collections publiques
- Musées nationaux de Berlin - Musée des Arts graphiques[1]
- Musée Folkwang, Essen[2]
- Musée d'Arts de Bâle
- Collection d'arts de Bosch Rexroth AG, Lohr am Main, Allemagne
- Collection Golden Tulip Hospitality Group, Berlin
- Collection d'arts de Danish Oil & Natural Gaz, Copenhague

## Concours et promotions
- 2011 Promotion de la Bureau du Sénat-affaires culturelles, Berlin
- 2010 Nomination à 2e Prix International d'Arts d'André Evard de la Messmer Foundation, Riegel[3]
- 2008 Nomination à Guasch Coranty International Painting Award, Barcelone[4]
- 2007 Nomination à la compétition d'arts de Bosch Rexroth AG, Wurtzbourg[5]
- 2006 Nomination au prix d'arts de Gasag, Berlin[6]

## Expositions personnelles (sélection)
- 2011		Monomodul, Elisengalerie–RAUM FÜR KUNST, Aachen, Allemagne[7]
- 2010		Grids and grooves, Galerie Geymüller, Essen, Allemagne
- 2008/2009 	Motifs, MARS, Berlin
- 2007 		269 Couleurs et Interférences, Galerie Scotty Enterprises, Berlin
- 2006 		aucune certitude pour les yeux, Galerie Weisser Elefant, Berlin
- 2006 		Art Forum de la Banque de Pax, Berlin
- 2006 		Repulsion, Gebauerhöfe, Berlin
- 2004		Art Forum de DONG Energy, Copenhague

## Expositions collectives (sélection)
- 2012  Dot.Systems-from Pointillism to Pixelization,   musée Wilhelm-Hack, Ludwigshafen[8]
- 2010 	Salle d'exposition municipale Messmer Foundation,  Riegel, Allemagne
- 2009 	La couleur concret, Galerie Nord /Kunstverein Tiergarten, Berlin[9] | Gros B -  l'Art contemporain de Berlin, cph-artfactory[10], Copenhague
- 2008 	Centre Cultural Metropolità Tecla Sala, Barcelone
- 2008 	L'intimité et l'éloignement, Museo para l'Identidad Nacional, Tegucigalpa, Honduras
- 2007 	The Art of Drive and Control, Bosch Rexroth AG, CCI Wurtzbourg, Allemagne
- 2007 	La intimidad y el distanciamiento, Museo de Arte de El Salvador de, San Salvador[11]
- 2005 	Les perspectives abstraites, Galerie Nord[12] / Kunstverein Tiergarten, Berlin
- 2004 	La grande Exposition d'Arts, Hall d'Exposition Villa Kobe à Halle, Allemagne